# Saison 2017-2018 des Lakers de Los Angeles
La saison 2017-2018 des Lakers de Los Angeles est la 71e saison de la franchise des "Lakers" (sans compter le Detroit Gems de la saison 1946-1947 dans la NBL) et sa 69e saison en NBA.

## Draft
| Tour | Choix | Joueur        | Poste | Nationalité | Provenance            |
| ---- | ----- | ------------- | ----- | ----------- | --------------------- |
| 1    | 2     | Lonzo Ball    | PG    | États-Unis  | Bruins d'UCLA         |
| 1    | 27    | Kyle Kuzma    | PF    | États-Unis  | Utes de l'Utah        |
| 1    | 30    | Josh Hart     | SG    | États-Unis  | Wildcats de Villanova |
| 2    | 42    | Thomas Bryant | PF    | États-Unis  | Hoosiers de l'Indiana |

## Matchs

### Summer League
| Summer League Total: 6-2 |

| Match | Date match | Équipe        | Score        | Meilleur marqueur   | Meilleur marqueur | Meilleur passeur | Lieux Spectateurs    | Série |
| ----- | ---------- | ------------- | ------------ | ------------------- | ----------------- | ---------------- | -------------------- | ----- |
| 1     | 7 juillet  | L.A. Clippers | D 96-96 (OT) | Brandon Ingram (26) | Thomas Bryant (5) | Lonzo Ball (5)   | Thomas & Mack Center | 0 - 1 |
| 2     | 8 juillet  | Boston        | D 81-86      | Kyle Kuzma (31)     | Lonzo Ball (11)   | Lonzo Ball (11)  | Thomas & Mack Center | 0 - 2 |
| 3     | 10 juillet | Sacramento    | V 95-92      | Vander Blue (21)    | David Nwaba (9)   | Alex Caruso (9)  | Thomas & Mack Center | 1 - 2 |
| 4     | 12 juillet | Philadelphie  | V 103-102    | Lonzo Ball (36)     | Kyle Kuzma (12)   | Lonzo Ball (11)  | Thomas & Mack Center | 2 - 2 |
| 5     | 13 juillet | Cleveland     | 94-83        | Kyle Kuzma (20)     | Ball, Zubac (10)  | Lonzo Ball (12)  | Thomas & Mack Center | 3 - 2 |
| 6     | 15 juillet | Brooklyn      | 115-106      | Vander Blue (27)    | Lonzo Ball (9)    | Lonzo Ball (7)   | Thomas & Mack Center | 4 - 2 |
| 7     | 16 juillet | Dallas        | 108-98       | Kyle Kuzma (24)     | Kyle Kuzma (7)    | Lonzo Ball (10)  | Thomas & Mack Center | 5 - 2 |
| 8     | 17 juillet | Portland      | V 110-98     | Kyle Kuzma (30)     | Kyle Kuzma (10)   | Alex Caruso (9)  | Thomas & Mack Center | 6 - 2 |

### Pré-saison
| Pré-saison Total: 2-4 (Domicile : 1-2 ; Extérieur : 1-2) |

| Match | Date match   | Équipe          | Score     | Meilleur marqueur    | Meilleur rebondeur     | Meilleur passeur   | Lieux Spectateurs            | Série |
| ----- | ------------ | --------------- | --------- | -------------------- | ---------------------- | ------------------ | ---------------------------- | ----- |
| 1     | 30 septembre | @ Minnesota     | 99-108    | Kyle Kuzma (19)      | Larry Nance, Jr. (9)   | Ball, Ennis (8)    | Honda Center                 | 0 - 1 |
| 2     | 2 octobre    | Denver          | D 107-113 | Kyle Kuzma (23)      | Julius Randle (11)     | Quatre joueurs (4) | Staples Center               | 0 - 2 |
| 3     | 4 octobre    | @ Denver        | D 107-128 | Kyle Kuzma (21)      | Julius Randle (6)      | Briante Weber (5)  | Citizens Business Bank Arena | 0 - 3 |
| 4     | 8 octobre    | Sacramento      | V 75-69   | Julius Randle (17)   | Julius Randle (10)     | Alex Caruso (4)    | T-Mobile Arena               | 1 - 3 |
| 5     | 10 octobre   | Utah            | D 99-105  | Clarkson, Kuzma (18) | Alex Caruso (6)        | Alex Caruso (10)   | Staples Center               | 1 - 4 |
| 6     | 13 octobre   | @ L.A. Clippers | V 111-104 | Brook Lopez (16)     | Nance, Jr., Randle (7) | Trois joueurs (5)  | Staples Center               | 2 - 4 |

### Saison régulière
| Saison régulière Total: 35-47 (Domicile : 20-21: Extérieur: 15-26) |

| Match | Date match | Équipe        | Score         | Meilleur marqueur    | Meilleur rebondeur    | Meilleur passeur   | Lieux                      | Série |
| ----- | ---------- | ------------- | ------------- | -------------------- | --------------------- | ------------------ | -------------------------- | ----- |
| 1     | 19 octobre | L.A. Clippers | D 92-108      | Brook Lopez (20)     | Larry Nance, Jr. (12) | Ball, Ingram (4)   | Staples Center             | 0 - 1 |
| 2     | 20 octobre | @ Phoenix     | V 132-130     | Lonzo Ball (29)      | Ball, Lopez (11)      | Lonzo Ball (9)     | Talking Stick Resort Arena | 1 - 1 |
| 3     | 22 octobre | New Orleans   | D 112-119     | Jordan Clarkson (24) | Lonzo Ball (8)        | Lonzo Ball (13)    | Staples Center             | 1 - 2 |
| 4     | 25 octobre | Washington    | V 102-99 (OT) | Brandon Ingram (19)  | Ingram, Nance (10)    | Lonzo Ball (10)    | Staples Center             | 2 - 2 |
| 5     | 27 octobre | Toronto       | D 92-101      | Julius Randle (18)   | Kyle Kuzma (10)       | Lonzo Ball (6)     | Staples Center             | 2 - 3 |
| 6     | 28 octobre | @ Utah        | D 81-96       | Brandon Ingram (16)  | Larry Nance, Jr. (10) | Lonzo Ball (4)     | Vivint Smart Home Arena    | 2 - 4 |
| 7     | 31 octobre | Détroit       | V 113-93      | Julius Randle (17)   | Larry Nance, Jr. (12) | Brandon Ingram (6) | Staples Center             | 3 - 4 |

| Match | Date match  | Équipe          | Score          | Meilleur marqueur      | Meilleur rebondeur       | Meilleur passeur    | Lieux                      | Série  |
| ----- | ----------- | --------------- | -------------- | ---------------------- | ------------------------ | ------------------- | -------------------------- | ------ |
| 8     | 2 novembre  | @ Portland      | D 110-113      | Brook Lopez (27)       | Julius Randle (6)        | Ball, Clarkson (4)  | Moda Center                | 3 - 5  |
| 9     | 3 novembre  | Brooklyn        | V 124-112      | Brook Lopez (34)       | Kyle Kuzma (13)          | Lonzo Ball (7)      | Staples Center             | 4 - 5  |
| 10    | 5 novembre  | Memphis         | V 107-102      | Brook Lopez (21)       | Kyle Kuzma (12)          | Lonzo Ball (9)      | Staples Center             | 5 - 5  |
| 11    | 8 novembre  | @ Boston        | D 96-107       | Clarkson, Ingram (18)  | Julius Randle (12)       | Lonzo Ball (6)      | TD Garden                  | 5 - 6  |
| 12    | 9 novembre  | @ Washington    | D 95-111       | Lopez, Clarkson (15)   | Kuzma, Randle (9)        | Lonzo Ball (8)      | Capital One Arena          | 5 - 7  |
| 13    | 11 novembre | @ Milwaukee     | D 90-98        | Kyle Kuzma (21)        | Lonzo Ball (12)          | Lonzo Ball (13)     | BMO Harris Bradley Center  | 5 - 8  |
| 14    | 13 novembre | @ Phoenix       | V 100-93       | Jordan Clarkson (25)   | Brook Lopez (10)         | Lonzo Ball (5)      | Talking Stick Resort Arena | 6 - 8  |
| 15    | 15 novembre | Philadelphie    | D 109-115      | Brandon Ingram (26)    | Brandon Ingram (11)      | Jordan Clarkson (5) | Staples Center             | 6 - 9  |
| 16    | 17 novembre | Phoenix         | D 113-122      | Kyle Kuzma (30)        | Kuzma, Lopez (10)        | Lonzo Ball (6)      | Staples Center             | 6 - 10 |
| 17    | 19 novembre | Denver          | V 127-109      | Julius Randle (24)     | Lonzo Ball (16)          | Lonzo Ball (11)     | Staples Center             | 7 - 10 |
| 18    | 21 novembre | Chicago         | V 103-94       | Kyle Kuzma (22)        | Lonzo Ball (13)          | Ingram, Kuzma (5)   | Staples Center             | 8 - 10 |
| 19    | 22 novembre | @ Sacramento    | D 102-113      | Kentavious C.Pope (20) | Julius Randle (8)        | Lonzo Ball (11)     | Golden 1 Center            | 8 - 11 |
| 20    | 27 novembre | @ L.A. Clippers | D 115-120      | Kentavious C.Pope (29) | Clarkson, Nance, Jr. (8) | Lonzo Ball (7)      | Staples Center             | 8 - 12 |
| 21    | 29 novembre | Golden State    | D 123-127 (OT) | Brandon Ingram (32)    | Kentavious C.Pope (7)    | Lonzo Ball (10)     | Staples Center             | 8 - 13 |

| Match | Date match  | Équipe         | Score           | Meilleur marqueur      | Meilleur rebondeur        | Meilleur passeur    | Lieux                 | Série   |
| ----- | ----------- | -------------- | --------------- | ---------------------- | ------------------------- | ------------------- | --------------------- | ------- |
| 22    | 2 décembre  | @ Denver       | D 100-115       | Brandon Ingram (20)    | Kyle Kuzma (10)           | Lonzo Ball (5)      | Staples Center        | 8 - 14  |
| 23    | 3 décembre  | Houston        | D 95-118        | Kyle Kuzma (22)        | Kyle Kuzma (12)           | Brandon Ingram (5)  | Staples Center        | 8 - 15  |
| 24    | 7 décembre  | @ Philadelphie | V 107-104       | Brandon Ingram (21)    | Lonzo Ball (8)            | Lonzo Ball (8)      | Wells Fargo Center    | 9 - 15  |
| 25    | 9 décembre  | @ Charlotte    | V 110-99        | Jordan Clarkson (22)   | Kyle Kuzma (14)           | Lonzo Ball (9)      | Spectrum Center       | 10 - 15 |
| 26    | 12 décembre | @ New York     | D 109-113 (OT)  | Kentavious C.Pope (24) | Larry Nance, Jr. (9)      | Lonzo Ball (6)      | Madison Square Garden | 10 - 16 |
| 27    | 14 décembre | @ Cleveland    | D 112-121       | Brandon Ingram (26)    | Larry Nance, Jr. (12)     | Lonzo Ball (11)     | Quicken Loans Arena   | 10 - 17 |
| 28    | 18 décembre | Golden State   | D 114-116 (OT)  | Kyle Kuzma (25)        | Julius Randle (11)        | Lonzo Ball (6)      | Staples Center        | 10 - 18 |
| 29    | 20 décembre | @ Houston      | V 122-116       | Kyle Kuzma (38)        | Ball, Nance (9)           | Brandon Ingram (6)  | Toyota Center         | 11 - 18 |
| 30    | 22 décembre | @ Golden State | D 106-113       | Kyle Kuzma (27)        | Kyle Kuzma (14)           | Lonzo Ball (5)      | Oracle Arena          | 11 - 19 |
| 31    | 23 décembre | Portland       | D 92-95         | Clarkson, Kuzma (18)   | Josh Hart (10)            | Lonzo Ball (11)     | Staples Center        | 11 - 20 |
| 32    | 25 décembre | Minnesota      | D 104-121       | Kyle Kuzma (31)        | Julius Randle (7)         | Jordan Clarkson (7) | Staples Center        | 11 - 21 |
| 33    | 27 décembre | Memphis        | D 99-109        | Brandon Ingram (23)    | Bogut, Nance, Jr. (9)     | Brandon Ingram (4)  | Staples Center        | 11 - 22 |
| 34    | 29 décembre | L.A. Clippers  | D 106-121       | Jordan Clarkson (20)   | Caldwell-Pope, Randle (7) | Jordan Clarkson (8) | Staples Center        | 11 - 23 |
| 35    | 31 décembre | @ Houston      | D 142-148 (2OT) | Julius Randle (29)     | Julius Randle (15)        | Tyler Ennis (11)    | Toyota Center         | 11 - 24 |

| Match | Date match  | Équipe          | Score          | Meilleur marqueur             | Meilleur rebondeur    | Meilleur passeur     | Lieux                    | Série   |
| ----- | ----------- | --------------- | -------------- | ----------------------------- | --------------------- | -------------------- | ------------------------ | ------- |
| 36    | 1er janvier | @ Minnesota     | D 96-114       | Jordan Clarkson (20)          | Julius Randle (12)    | Clarkson, Ennis (4)  | Target Center            | 11 - 25 |
| 37    | 3 janvier   | Oklahoma City   | D 96-133       | Kyle Kuzma (18)               | Larry Nance, Jr. (7)  | Tyler Ennis (6)      | Staples Center           | 11 - 26 |
| 38    | 5 janvier   | Charlotte       | D 94-108       | Brandon Ingram (22)           | Brandon Ingram (14)   | Lonzo Ball (5)       | Staples Center           | 11 - 27 |
| 39    | 7 janvier   | Atlanta         | V 132-113      | Brandon Ingram (20)           | Lonzo Ball (10)       | Brandon Ingram (7)   | Staples Center           | 12 - 27 |
| 40    | 9 janvier   | Sacramento      | V 99-86        | Julius Randle (22)            | Julius Randle (14)    | Lonzo Ball (11)      | Staples Center           | 13 - 27 |
| 41    | 11 janvier  | San Antonio     | V 93-81        | Brandon Ingram (26)           | Ball, Nance, Jr. (10) | Lonzo Ball (6)       | Staples Center           | 14 - 27 |
| 42    | 13 janvier  | @ Dallas        | V 107-101 (OT) | Julius Randle (23)            | Julius Randle (15)    | Lonzo Ball (7)       | American Airlines Center | 15 - 27 |
| 43    | 15 janvier  | @ Memphis       | D 114-123      | Kentavious Caldwell-Pope (27) | Larry Nance, Jr. (11) | Kyle Kuzma (5)       | FedExForum               | 15 - 28 |
| 44    | 17 janvier  | @ Oklahoma City | D 90-114       | Julius Randle (16)            | Larry Nance, Jr. (6)  | Quatre joueurs (3)   | Chesapeake Energy Arena  | 15 - 29 |
| 45    | 19 janvier  | Indiana         | V 99-86        | Jordan Clarkson (33)          | Larry Nance, Jr. (11) | Jordan Clarkson (7)  | Staples Center           | 16 - 29 |
| 46    | 21 janvier  | New York        | V 127-107      | Jordan Clarkson (29)          | Julius Randle (12)    | Jordan Clarkson (10) | Staples Center           | 17 - 29 |
| 47    | 23 janvier  | Boston          | V 108-107      | Kyle Kuzma (28)               | Julius Randle (14)    | Clarkson, Ingram (4) | Staples Center           | 18 - 29 |
| 48    | 26 janvier  | @ Chicago       | V 108-103      | Brandon Ingram (25)           | Brandon Ingram (9)    | Brandon Ingram (5)   | United Center            | 19 - 29 |
| 49    | 28 janvier  | @ Toronto       | D 111-123      | Clarkson, Randle (17)         | Julius Randle (10)    | Caruso, Randle (5)   | Centre Air Canada        | 19 - 30 |
| 50    | 31 janvier  | @ Orlando       | D 105-127      | Clarkson, Randle (20)         | Julius Randle (9)     | Brandon Ingram (5)   | Amway Center             | 19 - 31 |

| Match                  | Date match | Équipe             | Score     | Meilleur marqueur             | Meilleur rebondeur            | Meilleur passeur             | Lieux                    | Série   |
| ---------------------- | ---------- | ------------------ | --------- | ----------------------------- | ----------------------------- | ---------------------------- | ------------------------ | ------- |
| 51                     | 2 février  | @ Brooklyn         | V 102-99  | Lopez, Randle (19)            | Josh Hart (14)                | Brandon Ingram (10)          | Barclays Center          | 20 - 31 |
| 52                     | 4 février  | @ Oklahoma City    | V 108-104 | Brook Lopez (20)              | Josh Hart (11)                | Ingram, Lopez (5)            | Chesapeake Energy Arena  | 21 - 31 |
| 53                     | 6 février  | Phoenix            | V 112-93  | Brandon Ingram (26)           | Josh Hart (11)                | Trois joueurs (5)            | Staples Center           | 22 - 31 |
| 54                     | 8 février  | Oklahoma City      | V 106-81  | Kentavious Caldwell-Pope (20) | Kuzma, Lopez (9)              | Brandon Ingram (6)           | Staples Center           | 23 - 31 |
| 55                     | 10 février | @ Dallas           | D 123-130 | Julius Randle (26)            | Kyle Kuzma (15)               | Julius Randle (7)            | American Airlines Center | 23 - 32 |
| 56                     | 14 février | @ Nouvelle-Orléans | D 117-139 | Kyle Kuzma (23)               | Kentavious Caldwell-Pope (8)  | Kentavious Caldwell-Pope (8) | Smoothie King Center     | 23 - 33 |
| 57                     | 15 février | @ Minnesota        | D 111-119 | Julius Randle (23)            | Caldwell-Pope, Zubac (11)     | Kentavious Caldwell-Pope (6) | Target Center            | 23 - 34 |
| NBA All-Star Game 2018 |            |                    |           |                               |                               |                              |                          |         |
| 58                     | 23 février | Dallas             | V 124-102 | Julius Randle (18)            | Julius Randle (13)            | Julius Randle (10)           | Staples Center           | 24 - 34 |
| 59                     | 24 février | @ Sacramento       | V 113-108 | Kentavious Caldwell-Pope (34) | Julius Randle (13)            | Brandon Ingram (8)           | Golden 1 Center          | 25 - 34 |
| 60                     | 26 février | @ Atlanta          | V 123-104 | Brandon Ingram (21)           | Kentavious Caldwell-Pope (14) | Brandon Ingram (6)           | Philips Arena            | 26 - 34 |

| Match | Date match | Équipe             | Score          | Meilleur marqueur             | Meilleur rebondeur            | Meilleur passeur  | Lieux                   | Série   |
| ----- | ---------- | ------------------ | -------------- | ----------------------------- | ----------------------------- | ----------------- | ----------------------- | ------- |
| 61    | 1er mars   | @ Miami            | V 131-113      | Isaiah Thomas (29)            | Trois joueurs (6)             | Lonzo Ball (7)    | American Airlines Arena | 27 - 34 |
| 62    | 3 mars     | @ San Antonio      | V 116-112      | Julius Randle (25)            | Kentavious Caldwell-Pope (13) | Lonzo Ball (11)   | AT&T Center             | 28 - 34 |
| 63    | 5 mars     | Portland           | D 103-108      | Julius Randle (21)            | Caldwell-Pope, Randle (9)     | Isaiah Thomas (7) | Staples Center          | 28 - 35 |
| 64    | 7 mars     | Orlando            | V 108-107      | Brook Lopez (27)              | Julius Randle (11)            | Isaiah Thomas (9) | Staples Center          | 29 - 35 |
| 65    | 9 mars     | @ Denver           | D 116-125      | Brook Lopez (29)              | Kentavious Caldwell-Pope (9)  | Lonzo Ball (8)    | Pepsi Center            | 29 - 36 |
| 66    | 11 mars    | Cleveland          | V 127-113      | Julius Randle (36)            | Julius Randle (14)            | Isaiah Thomas (9) | Staples Center          | 30 - 36 |
| 67    | 13 mars    | Denver             | V 112-103      | Kuzma, Randle (26)            | Kuzma, Randle (13)            | Lonzo Ball (8)    | Staples Center          | 31 - 36 |
| 68    | 14 mars    | @ Golden State     | D 106-117      | Julius Randle (22)            | Julius Randle (10)            | Lonzo Ball (11)   | Oracle Arena            | 31 - 37 |
| 69    | 16 mars    | Miami              | D 91-92        | Julius Randle (25)            | Julius Randle (12)            | Lonzo Ball (8)    | Staples Center          | 31 - 38 |
| 70    | 19 mars    | @ Indiana          | D 100-110      | Kyle Kuzma (27)               | Julius Randle (9)             | Lonzo Ball (8)    | Bankers Life Fieldhouse | 31 - 39 |
| 71    | 22 mars    | @ Nouvelle-Orléans | D 125-128      | Kentavious Caldwell-Pope (28) | Lonzo Ball (13)               | Lonzo Ball (9)    | Smoothie King Center    | 31 - 40 |
| 72    | 24 mars    | @ Memphis          | V 100-93       | Kyle Kuzma (25)               | Julius Randle (11)            | Lonzo Ball (10)   | FedExForum              | 32 - 40 |
| 73    | 26 mars    | @ Détroit          | D 106-112      | Julius Randle (23)            | Kuzma, Randle (11)            | Lonzo Ball (11)   | Little Caesars Arena    | 32 - 41 |
| 74    | 28 mars    | Dallas             | V 103-93       | Brook Lopez (22)              | Julius Randle (10)            | Lonzo Ball (5)    | Staples Center          | 33 - 41 |
| 75    | 30 mars    | Milwaukee          | D 122-124 (OT) | Kyle Kuzma (27)               | Josh Hart (13)                | Trois joueurs (6) | Staples Center          | 33 - 42 |

| Match | Date match | Équipe          | Score          | Meilleur marqueur             | Meilleur rebondeur  | Meilleur passeur  | Lieux                   | Série   |
| ----- | ---------- | --------------- | -------------- | ----------------------------- | ------------------- | ----------------- | ----------------------- | ------- |
| 76    | 1er avril  | Sacramento      | D 83-84        | Julius Randle (19)            | Ivica Zubac (10)    | Hart, Ennis (4)   | Staples Center          | 33 - 43 |
| 77    | 3 avril    | @ Utah          | D 110-117      | Kentavious Caldwell-Pope (28) | Julius Randle (12)  | Julius Randle (9) | Vivint Smart Home Arena | 33 - 44 |
| 78    | 4 avril    | San Antonio     | V 122-112 (OT) | Kyle Kuzma (30)               | Josh Hart (10)      | Tyler Ennis (7)   | Staples Center          | 34 - 44 |
| 79    | 6 avril    | Minnesota       | D 96-113       | Hart, Randle (20)             | Josh Hart (11)      | Ennis, Payton (4) | Staples Center          | 34 - 45 |
| 80    | 8 avril    | Utah            | D 97-112       | Josh Hart (25)                | Julius Randle (7)   | Julius Randle (4) | Staples Center          | 34 - 46 |
| 81    | 10 avril   | Houston         | D 99-105       | Josh Hart (20)                | Julius Randle (8)   | Alex Caruso (6)   | Staples Center          | 34 - 47 |
| 82    | 11 avril   | @ L.A. Clippers | V 115-100      | Josh Hart (30)                | Gary Payton II (12) | Andre Ingram (6)  | Staples Center          | 35 - 47 |

### Confrontations en saison régulière
| Conférence Est      | Conférence Est                               | Conférence Est                               | Conférence Ouest                             | Conférence Ouest                             | Conférence Ouest                             | Conférence Ouest                             | Conférence Ouest                             |
| Division Atlantique | Division Atlantique                          | Division Atlantique                          | Division Nord-Ouest                          | Division Nord-Ouest                          | Division Nord-Ouest                          | Division Nord-Ouest                          | Division Nord-Ouest                          |
| Équipe              | Domicile                                     | Extérieur                                    | Équipe                                       | Domicile                                     | Domicile                                     | Extérieur                                    | Extérieur                                    |
| ------------------- | -------------------------------------------- | -------------------------------------------- | -------------------------------------------- | -------------------------------------------- | -------------------------------------------- | -------------------------------------------- | -------------------------------------------- |
| Boston              | 108-107                                      | 96-107                                       | Denver                                       | 127-109                                      | 112-103                                      | 100-115                                      | 116-125                                      |
| Brooklyn            | 124-112                                      | 102-99                                       | Minnesota                                    | 104-121                                      | 96-113                                       | 96-114                                       | 111-119                                      |
| New York            | 127-107                                      | 109-113 (OT)                                 | Oklahoma City                                | 96-133                                       | 106-81                                       | 90-114                                       | 108-104                                      |
| Philadelphie        | 109-115                                      | 107-104                                      | Portland                                     | 92-95                                        | 103-108                                      | 110-113                                      |                                              |
| Toronto             | 92-101                                       | 111-123                                      | Utah                                         | 97-112                                       |                                              | 81-96                                        | 110-117                                      |
|                     | 3–2                                          | 2–3                                          |                                              | 3–6                                          | 3–6                                          | 1–8                                          | 1–8                                          |
| Division            | 5–5                                          | 5–5                                          | Division                                     | 4–14                                         | 4–14                                         | 4–14                                         | 4–14                                         |
| Division Atlantique | Division Atlantique                          | Division Atlantique                          | Division Nord-Ouest                          | Division Nord-Ouest                          | Division Nord-Ouest                          | Division Nord-Ouest                          | Division Nord-Ouest                          |
| Équipe              | Domicile                                     | Extérieur                                    | Équipe                                       | Domicile                                     | Domicile                                     | Extérieur                                    | Extérieur                                    |
| Chicago             | 103-94                                       | 108-103                                      | Golden State                                 | 123-127 (OT)                                 | 114-116 (OT)                                 | 106-113                                      | 106-117                                      |
| Cleveland           | 127-113                                      | 112-121                                      | L.A. Clippers                                | 92-108                                       | 106-121                                      | 115-120                                      | 115-100                                      |
| Detroit             | 113-93                                       | 106-112                                      |                                              |                                              |                                              |                                              |                                              |
| Indiana             | 99-86                                        | 100-110                                      | Phoenix                                      | 113-122                                      | 112-93                                       | 132-130                                      | 100-93                                       |
| Milwaukee           | 122-124 (OT)                                 | 90-98                                        | Sacramento                                   | 99-86                                        | 83-84                                        | 102-113                                      | 113-108                                      |
|                     | 4–1                                          | 1–4                                          |                                              | 2–6                                          | 2–6                                          | 4–4                                          | 4–4                                          |
| Division            | 5–5                                          | 5–5                                          | Division                                     | 6–10                                         | 6–10                                         | 6–10                                         | 6–10                                         |
| Division Atlantique | Division Atlantique                          | Division Atlantique                          | Division Nord-Ouest                          | Division Nord-Ouest                          | Division Nord-Ouest                          | Division Nord-Ouest                          | Division Nord-Ouest                          |
| Équipe              | Domicile                                     | Extérieur                                    | Équipe                                       | Domicile                                     | Domicile                                     | Extérieur                                    | Extérieur                                    |
| Atlanta             | 132-113                                      | 123-104                                      | Dallas                                       | 124-102                                      | 103-93                                       | 107-101 (OT)                                 | 123-130                                      |
| Charlotte           | 94-108                                       | 110-99                                       | Houston                                      | 95-118                                       | 99-105                                       | 122-116                                      | 142-148 (2OT)                                |
| Miami               | 91-92                                        | 131-113                                      | Memphis                                      | 107-102                                      | 99-109                                       | 114-123                                      | 100-93                                       |
| Orlando             | 108-107                                      | 105-127                                      | La Nouvelle-Orléans                          | 112-119                                      |                                              | 117-139                                      | 125-128                                      |
| Washington          | 102-99 (OT)                                  | 95-111                                       | San Antonio                                  | 93-81                                        | 122-112 (OT)                                 | 116-112                                      |                                              |
|                     | 2–2                                          | 3–2                                          |                                              | 6–4                                          | 6–4                                          | 4–5                                          | 4–5                                          |
| Division            | 5–4                                          | 5–4                                          | Division                                     | 10–9                                         | 10–9                                         | 10–9                                         | 10–9                                         |
| Conférence          | 15–14 (Domicile : 9–5 ; Extérieur : 6–9)     | 15–14 (Domicile : 9–5 ; Extérieur : 6–9)     | Conférence                                   | 20–33 (Domicile : 11–16 ; Extérieur : 9–17)  | 20–33 (Domicile : 11–16 ; Extérieur : 9–17)  | 20–33 (Domicile : 11–16 ; Extérieur : 9–17)  | 20–33 (Domicile : 11–16 ; Extérieur : 9–17)  |
| Total               | 35–47 (Domicile : 20–21 ; Extérieur : 15–26) | 35–47 (Domicile : 20–21 ; Extérieur : 15–26) | 35–47 (Domicile : 20–21 ; Extérieur : 15–26) | 35–47 (Domicile : 20–21 ; Extérieur : 15–26) | 35–47 (Domicile : 20–21 ; Extérieur : 15–26) | 35–47 (Domicile : 20–21 ; Extérieur : 15–26) | 35–47 (Domicile : 20–21 ; Extérieur : 15–26) |

## Classements
| Conférence Ouest | Conférence Ouest                | Conférence Ouest | Conférence Ouest | Conférence Ouest | Conférence Ouest | Conférence Ouest | Conférence Ouest |
| No               | Franchise                       | Vic.             | Def.             | MJ               | MR               | V/D              | GB               |
| ---------------- | ------------------------------- | ---------------- | ---------------- | ---------------- | ---------------- | ---------------- | ---------------- |
| 1                | Rockets de Houston              | 65               | 17               | 82               | 0                | .793             | –                |
| 2                | Warriors de Golden State T      | 58               | 24               | 82               | 0                | .707             | 7                |
| 3                | Trail Blazers de Portland       | 49               | 33               | 82               | 0                | .598             | 16               |
| 4                | Thunder d'Oklahoma City         | 48               | 34               | 82               | 0                | .585             | 17               |
| 5                | Jazz de l'Utah                  | 48               | 34               | 82               | 0                | .585             | 17               |
| 6                | Pelicans de La Nouvelle-Orléans | 48               | 34               | 82               | 0                | .585             | 17               |
| 7                | Spurs de San Antonio            | 47               | 35               | 82               | 0                | .573             | 18               |
| 8                | Timberwolves du Minnesota       | 47               | 35               | 82               | 0                | .573             | 18               |
|                  |                                 |                  |                  |                  |                  |                  |                  |
| 9                | Nuggets de Denver               | 46               | 36               | 82               | 0                | .561             | 19               |
| 10               | Clippers de Los Angeles         | 42               | 40               | 82               | 0                | .512             | 23               |
| 11               | Lakers de Los Angeles           | 35               | 47               | 82               | 0                | .427             | 30               |
| 12               | Kings de Sacramento             | 27               | 55               | 82               | 0                | .329             | 38               |
| 13               | Mavericks de Dallas             | 24               | 58               | 82               | 0                | .293             | 41               |
| 14               | Grizzlies de Memphis            | 22               | 60               | 82               | 0                | .268             | 43               |
| 15               | Suns de Phoenix                 | 21               | 61               | 82               | 0                | .256             | 44               |

| Division Pacifique         | V  | D  | MJ | V/D  | GB | Dom   | Ext   | Div  | Conf  |
| -------------------------- | -- | -- | -- | ---- | -- | ----- | ----- | ---- | ----- |
| Warriors de Golden State T | 58 | 24 | 82 | .707 | –  | 29–12 | 29–12 | 13–3 | 34–18 |
| Clippers de Los Angeles    | 42 | 40 | 82 | .512 | 16 | 22–19 | 20–21 | 12–4 | 24–28 |
| Lakers de Los Angeles      | 35 | 47 | 82 | .427 | 23 | 20–21 | 15–26 | 6–10 | 19–33 |
| Kings de Sacramento        | 27 | 55 | 82 | .329 | 31 | 14–27 | 13–28 | 5–11 | 14–38 |
| Suns de Phoenix            | 21 | 61 | 82 | .256 | 37 | 10–31 | 11–30 | 4–12 | 15–37 |

## Effectif
| Lakers de Los Angeles Effectif en fin de saison régulière |    |                        |                          |              |
| Entraîneur : Luke Walton                                  |    |                        |                          |              |
| Meneur                                                    | 2  | Drapeau des États-Unis | Lonzo Ball               | UCLA         |
| Pivot                                                     | 31 | Drapeau des États-Unis | Thomas Bryant            | Indiana      |
| Arrière                                                   | 1  | Drapeau des États-Unis | Kentavious Caldwell-Pope | Géorgie      |
| Arrière                                                   | 4  | Drapeau des États-Unis | Alex Caruso (TW)         | Texas        |
| Ailier                                                    | 9  | /                      | Luol Deng                | Duke         |
| Meneur                                                    | 10 | Drapeau du Canada      | Tyler Ennis              | Syracuse     |
| Ailier fort, Pivot                                        | 12 | Drapeau des États-Unis | Channing Frye            | Arizona      |
| Arrière                                                   | 5  | Drapeau des États-Unis | Josh Hart                | Villanova    |
| Arrière, Meneur                                           | 20 | Drapeau des États-Unis | Andre Ingram             | American     |
| Ailier                                                    | 14 | Drapeau des États-Unis | Brandon Ingram           | Duke         |
| Ailier fort                                               | 0  | Drapeau des États-Unis | Kyle Kuzma               | Utah         |
| Pivot                                                     | 11 | Drapeau des États-Unis | Brook Lopez              | Stanford     |
| Meneur, Arrière                                           | 23 | Drapeau des États-Unis | Gary Payton II (TW)      | Oregon State |
| Ailier fort                                               | 30 | Drapeau des États-Unis | Julius Randle            | Kentucky     |
| Meneur                                                    | 3  | Drapeau des États-Unis | Isaiah Thomas            | Washington   |
| Ailier fort                                               | 21 | Drapeau des États-Unis | Travis Wear              | UCLA         |
| Pivot                                                     | 40 | Drapeau de la Croatie  | Ivica Zubac              | Croatie      |
| (C) - Capitaine, (TW) - Two-way contract, - Blessé        |    |                        |                          |              |

## Transactions

### Joueurs qui re-signent
| Date       | Joueur      | Contrat                           |
| ---------- | ----------- | --------------------------------- |
| 26/07/2017 | Tyler Ennis | Contrat de 3 180 000 $ sur 2 ans. |

### Arrivés
| Date       | Joueur                   | Contrat                           | Provenance                     |
| ---------- | ------------------------ | --------------------------------- | ------------------------------ |
| 03/07/2017 | Lonzo Ball               | Contrat de 13 700 000 $ sur 2 ans | Bruins d'UCLA (NCAA)           |
| 03/07/2017 | Josh Hart                | Contrat de 3 050 000 $ sur 2 ans  | Wildcats de Villanova (NCAA)   |
| 03/07/2017 | Kyle Kuzma               | Contrat de 3 110 000 $ sur 2 ans  | Utes de l'Utah (NCAA)          |
| 13/07/2017 | Kentavious Caldwell-Pope | Contrat de 17 750 000 $ sur 1 an  | Pistons de Détroit             |
| 30/07/2017 | Thomas Bryant            | Contrat de 2 190 000 $ sur 2 ans  | Hoosiers de l'Indiana (NCAA)   |
| 04/08/2017 | Vander Blue              | Contrat de 1 470 000 $ sur 1 an   | Lakers de South Bay (G League) |
| 19/09/2017 | Andrew Bogut             | Contrat de 2 300 000 $ sur 1 an   | Cavaliers de Cleveland         |
| 23/03/2017 | Travis Wear              | Contrat de 148,000 $ sur 1 an     | Lakers de Los Angeles          |
| 09/04/2017 | Andre Ingram             | Contrat de 13,800 $ sur 1 an      | Lakers de South Bay (G League) |

#### Two-way contract
| Date       | Joueur         | Provenance                      |
| ---------- | -------------- | ------------------------------- |
| 13/07/2017 | Alex Caruso    | Blue d'Oklahoma City (G League) |
| 18/10/2017 | Vander Blue    | Lakers de Los Angeles           |
| 15/01/2018 | Gary Payton II | Bucks de Milwaukee              |

#### Contrat de 10 jours
| Date       | Joueur           | Provenance                       |
| ---------- | ---------------- | -------------------------------- |
| 19/01/2018 | Nigel Hayes      | Knicks de Westchester (G League) |
| 02/03/2018 | Travis Wear      | Lakers de South Bay (G League)   |
| 09/03/2018 | Derrick Williams | Cavaliers de Cleveland           |
| 13/03/2018 | Travis Wear      | Lakers de Los Angeles            |

### Départs
| Date       | Joueur            | Raison départ  | Nouvelle équipe ¹             |
| ---------- | ----------------- | -------------- | ----------------------------- |
| 01/07/2017 | Thomas Robinson   | Agent libre    | BC Khimki Moscou              |
| 01/07/2017 | Metta World Peace | Agent libre    |                               |
| 01/07/2017 | Nick Young        | Agent libre    | Warriors de Golden State      |
| 01/07/2017 | Tarik Black       | Coupé          | Rockets de Houston            |
| 12/07/2017 | David Nwaba       | Coupé          | Bulls de Chicago              |
| 06/01/2018 | Andrew Bogut      | Coupé          | Sydney Kings                  |
| 12/01/2018 | Vander Blue       | Coupé          | Auxilium Pallacanestro Torino |
| 28/02/2018 | Corey Brewer      | Coupé - Buyout | Thunder d'Oklahoma City       |

¹ Il s'agit de l’équipe pour laquelle le joueur a signé après son départ, il a pu entre-temps changer d'équipe ou encore de pays.